# Dhimitra Plasari
Dhimitra Plasari (ur. 20 sierpnia 1952 w Korczy, zm. 20 kwietnia 2016 tamże) – albańska aktorka.

## Życiorys
Ukończyła studia aktorskie w Instytucie Sztuk w Tiranie. Występowała w Teatrze Andona Zako Çajupiego w Korczy. Na dużym ekranie zadebiutowała w 1972 epizodyczną rolę w Yjet e netëve të gjata. Od tej pory wystąpiła w siedmiu filmach fabularnych.
Poza występami na scenie pracowała z dziećmi w domu kultury im. Mihala Grameno w Korczy.

## Role filmowe
- 1972: Yjet e netëve të gjata
- 1975: Rrugicat që kërkonin diell
- 1976: Dimri i fundit jako Lulja
- 1976: Përballimi jako Besimja
- 1976: Pylli i lirisë jako Lena
- 1977: Streha e re jako ochotniczka
- 1978: Vajzat me kordele të kuqe jako Teuta
- 1982: Një ngjarje në liqen jako Drita, kierowniczka kooperatywy (film telewizyjny)